# ادوارد لاو، ارل اول النبرو

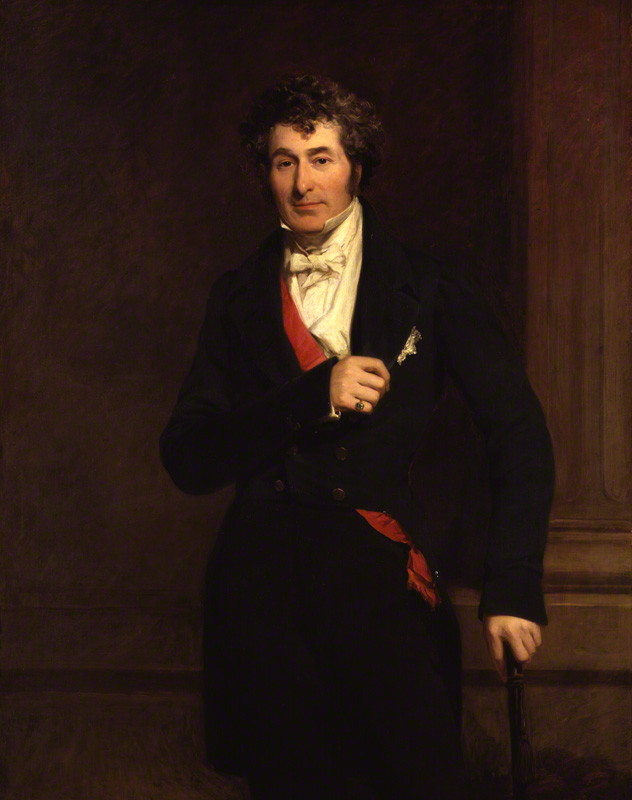
پرترهٔ نقاشی ادوارد لاو، ارل اول النبرو - ۱۸۴۵

ادوارد لاو، ارل اول النبرو، (به انگلیسی: Edward Law, 1st Earl of Ellenborough) (۸ سپتامبر ۱۷۹۰ – ۲۲ دسامبر ۱۸۷۱) یک سیاستمدار محافظه‌کار بریتانیا بود؛ او چهار بار رئیس هیئت کنترل بود و همچنین بین سال‌های ۱۸۴۲ و ۱۸۴۴ به عنوان فرماندار کل هند خدمت کرد.
النبورو، پسر ارشد ادوارد لاو، بارون اول النبورو و «آن تووری»، دختر جورج تاوری بود؛ او در کالج ایتون و کالج سنت جان، کمبریج تحصیل کرد.